# ویدی

ویدی شهری در شهرستان دولوگو در استان بازگا در بورکینافاسوی مرکزی است و جمعیت آن ۹۱۵ نفر است.